# Kevin Magnussen
Kevin Jan Magnussen (pronunciación en danés: /ˈkʰɛ.ven ˈjan ˈmaw.nus.n/; Roskilde, Dinamarca, 5 de octubre de 1992) es un piloto de automovilismo danés. Corrió en Fórmula 1 entre 2014 y 2020, para los equipos McLaren, Renault y Haas. En su debut, en el Gran Premio de Australia de 2014, logró su único podio en la «máxima categoría». En febrero de 2022 volvió a la F1 con Haas con un contrato multianual hasta 2024. Actualmente compite en carreras de resistencia.
Fue miembro del Programa de Jóvenes Pilotos de McLaren, resultando tercero del Campeonato de Alemania de Fórmula 3 en 2010, subcampeón de Fórmula 3 Británica en 2011, y campeón de la Fórmula Renault 3.5 Series en 2013.
Es hijo del expiloto Jan Magnussen.

## Carrera deportiva

### Categorías inferiores
Magnussen comenzó su carrera en el karting. En 2008 dio el salto a la Fórmula Ford Danesa, donde consiguió el campeonato. Él también compitió en seis carreras de la ADAC Formel Masters series. En 2009 Magnussen pasó hasta la Fórmula Renault 2.0 NEC, terminando segundo por detrás de António Félix da Costa. También Kevin acabó séptimo en la Eurocup Formula Renault 2.0.
En 2010 Magnussen compitió en la Fórmula 3 Alemana y en la Fórmula 3 Euro Series con Motopark Academy. En el primer certamen, ganó 3 carreras, y logró 3 segundos puestos, 2 terceros y dos cuartos para terminar tercero en el campeonato general, y primero en el campeonato de novatos. Mientras que en la Fórmula 3 Euro Series, disputó un par de carrera donde logró una victoria. El año siguiente Kevin Magnussen pasó a la Fórmula 3 Británica, donde con 7 victorias logró el subcampeonato.
Kevin pasó a la Fórmula Renault 3.5 con Carlin en 2012; logró su primera victoria en la categoría en Spa-Francorchamps, además de 2 segundos puestos, un cuarto, y dos quintos para culminar séptimo en la tabla general. Al año siguiente, Magnussen siguió en la categoría pero con un equipo diferente, DAMS; venció en 5 carreras, y consiguió 5 segundos lugares, 3 terceros para coronarse campeón de la Fórmula Renault 3.5.

### Fórmula 1

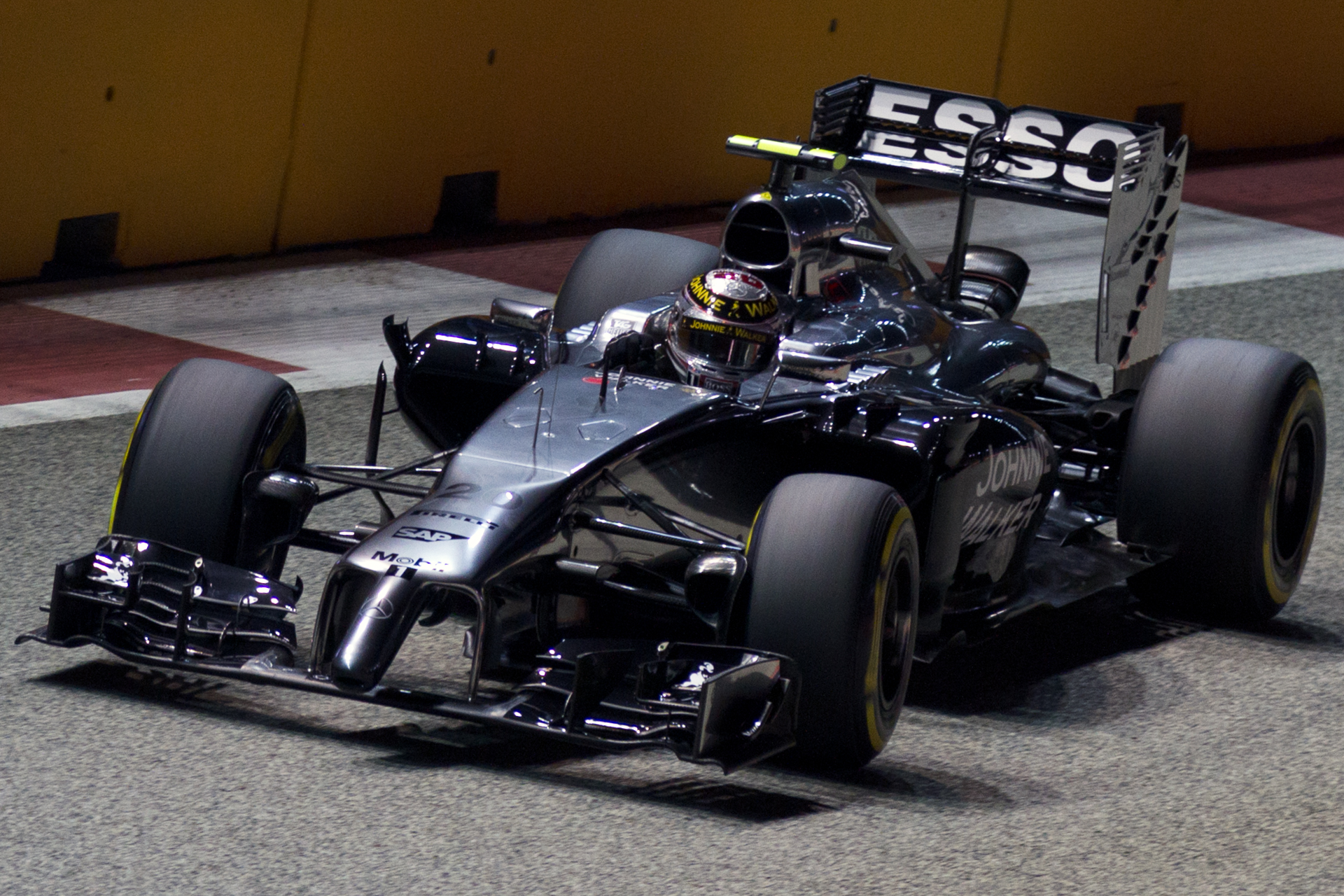
Magnussen en el Gran Premio de Singapur de 2014.

#### McLaren (2014-2015)
El equipo McLaren de Fórmula 1 lo contrató para la temporada 2014, ocupando la plaza que había dejado libre Sergio Pérez, quien había fichado por Force India. En su debut en la F1 en Australia, consiguió subir al podio, acabando en la tercera posición, un puesto por delante de su compañero Jenson Button. Horas después, se confirmó la descalificación de Daniel Ricciardo, que había acabado 2.º, por superar los 100 litros de gasolina en su coche, por lo que Magnussen ascendió a la segunda plaza. Es junto con Lewis Hamilton el único piloto en lograr esto en la F1 en el siglo XXI.
Aunque luego no acumuló más podios a lo largo del año, obtuvo 11 resultados puntuables, para finalizar 11.º en la tabla general de pilotos.
McLaren firmó para 2015 con Button y Fernando Alonso; Magnussen continuó en el equipo pero como piloto de reserva y de pruebas. Sustituyó a Alonso en el GP de Australia por un accidente de este en pruebas previas en Montmeló, pero no pudo ni siquiera tomar la salida por una rotura de motor. Finalmente, abandonó McLaren en diciembre de 2015.

#### Renault (2016)
En febrero de 2016, en el evento de presentación de la vuelta de Renault a la F1, se hizo oficial su fichaje al aparecer junto al que sería su compañero de equipo, Jolyon Palmer, y el piloto reserva del equipo, Esteban Ocon. El danés ocupó el puesto que era de Pastor Maldonado en el anterior equipo Lotus. Solamente pudo puntuar dos veces en toda la temporada (Rusia y Singapur), contando con un coche muy poco competitivo.

#### Haas (2017-2020, 2022-2024)
Fue llamado a sustituir a Esteban Gutiérrez en 2017 en el equipo Haas. Ese año sumó puntos en 5 carreras y quedó 14 en la clasificación general, un puesto detrás de Romain Grosjean, su compañero de equipo. Al año siguiente superó al francés tras sumar en la mayor parte de las carreras, con dos quintas posiciones como mejor resultado en carrera. Terminó 9.º.
En 2019, el rendimiento del equipo decayó. Magnussen sumó en cuatro carreras, quedando en el puesto 16 al finalizar el campeonato, delante de Grosjean. Al año siguiente, sucedió nuevamente lo mismo y ambos pilotos de Haas lograron sumar en una ocasión cada uno. Magnussen no continuó con Haas en 2021.

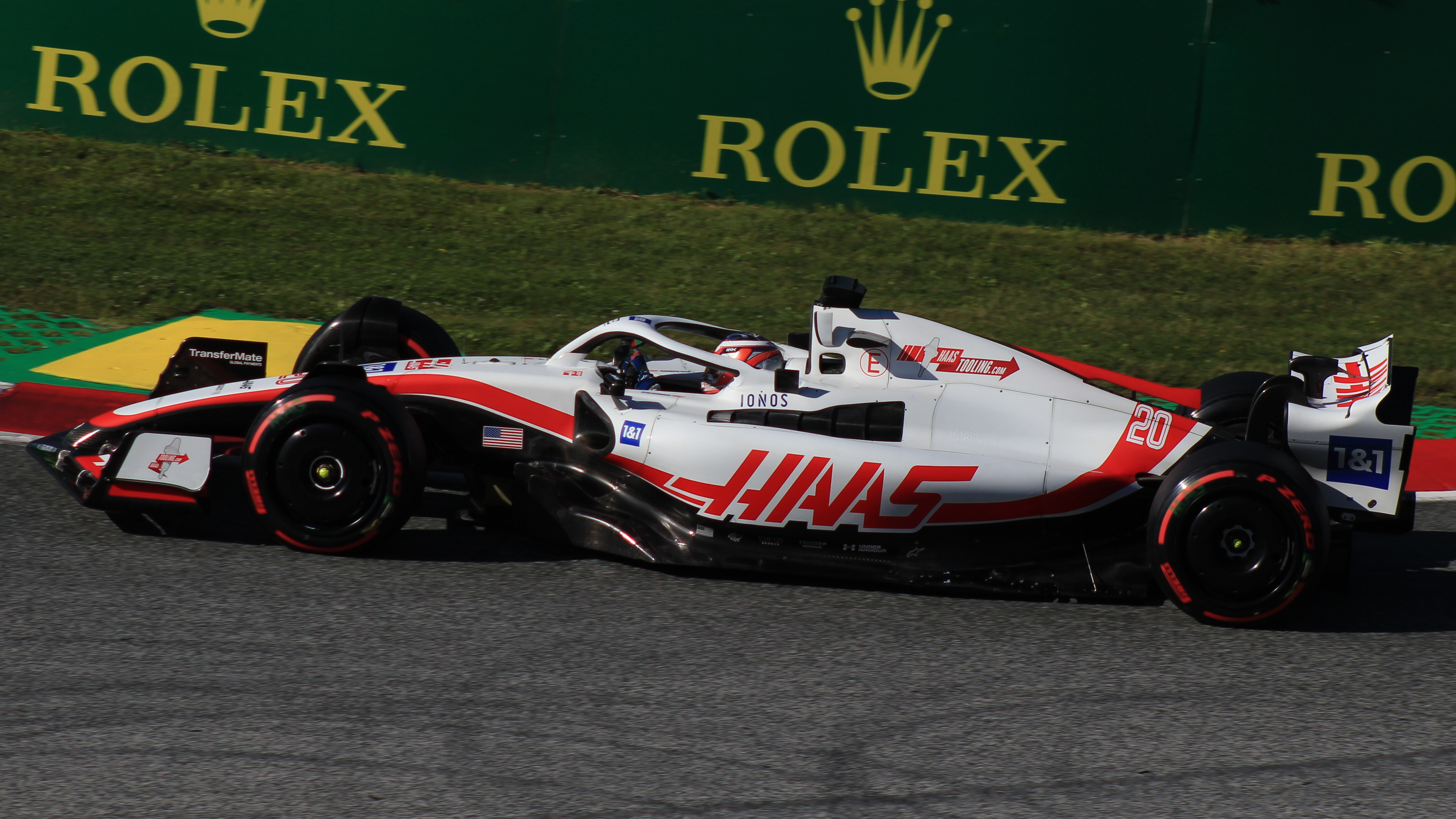
Magnussen en el GP de Austria de 2022.

En marzo de 2022, Haas anunció que el piloto danés volverá al equipo como piloto titular, para competir junto al alemán Mick Schumacher. El ruso Nikita Mazepin iba a ocupar ese asiento, pero la invasión rusa de Ucrania iniciada semanas antes desencadenó en que el equipo prescindiera de él y del patrocinador Uralchem Group, empresa propiedad del padre de Mazepin.
Menos de dos semanas más tarde, en el GP de Baréin, el danés logró un destacado quinto puesto en su vuelta a Haas. Volvió sumar puntos en la siguiente carrera en Arabia Saudita, y luego en Emilia-Romaña, Gran Bretaña y otras. En noviembre de ese año, en el Gran Premio de São Paulo, el danés logró sorpresivamente la pole position para la carrera sprint del día sábado. Siendo esta la primera de su carrera deportiva en Formula 1 para el y para el equipo Haas. Magnussen clasificó primero antes de que George Russell se quedara atrapado en la escapatoria de la curva 4, sacando la bandera roja, y con las condiciones empeorando, significó que ningún piloto pudo salir a mejorar sus tiempos.
En su primera temporada tras un año fuera, Magnussen logró finalizar en el puesto 13 del campeonato, su mejor resultado desde 2018. Dobló en puntos a su compañero Mick Schumacher, quien fue remplazado por Nico Hülkenberg para 2023. En esta nueva temporada, Haas cayó a la última posición en constructores. Magnussen alcanzó la zona de puntos en tres ocasiones, pero siempre en el décimo puesto, por lo que acumuló tres puntos, seis menos que Hülkenberg.
La temporada 2024 será la última del danés en Haas.

### Resistencia e IndyCar Series
Tras anunciar su retiro de la Fórmula 1, firmó contrato con el equipo Chip Ganassi Racing para disputar la temporada 2021 de IMSA SportsCar Championship, donde logró una victoria y varios podios. También hizo su debut en las 24 Horas de Le Mans en 2021, con un LMP2 compartido con su padre Jan y Anders Fjordbach. Además, fue confirmado para competir en el WEC por parte del equipo Peugeot en la normativa de los Le Mans Hypercars para 2022. Tras el inesperado retorno a la Fórmula 1, Magnussen fue liberado de sus contratos con Chip Ganassi y Peugeot.
Además, fue llamado por el equipo Arrow McLaren SP para sustituir a Felix Rosenqvist en la ronda de Road America en la IndyCar Series 2021.
En 2025, es piloto del programa LMDh de BMW M Motorsport. Gracias a esto, disputa el Campeonato Mundial de Resistencia de la FIA y, de forma parcial, el campeonato de IMSA.

## Vida personal
Kevin es hijo de Jan Magnussen, quien supo ser piloto de Fórmula 1 de McLaren y Stewart.
En agosto de 2019, Magnussen se casó con Louise Gjørup Magnussen en una ceremonia privada. En noviembre de 2020, anunció en un canal de televisión danés que serían padres primerizos en febrero de 2021.

## Resumen de carrera
| Temporada | Categoría                                              | Equipo                         | Carreras     | Victorias    | Poles        | VR           | Podios       | Puntos       | Pos.         |
| --------- | ------------------------------------------------------ | ------------------------------ | ------------ | ------------ | ------------ | ------------ | ------------ | ------------ | ------------ |
| 2008      | Fórmula Ford Dinamarca                                 | Fukamuni Racing                | 15           | 11           | 6            | 10           | 12           | 267          | 1.º          |
| 2008      | Fórmula Ford Duratec Benelux                           | Fukamuni Racing                | 2            | 0            | 0            | 0            | 0            | 19           | 19.º         |
| 2008      | Festival de Fórmula Ford                               | Fukamuni Racing                |              |              |              |              |              |              | 7.º          |
| 2008      | Fórmula Ford NEZ                                       | Fukamuni Racing                | 1            | 1            | 1            | 1            | 1            | 27           | 4.º          |
| 2008      | ADAC Fórmula Masters                                   | Van Amersfoort Racing          | 4            | 0            | 0            | 1            | 2            | 30           | 12.º         |
| 2008      | Formula Renault Portugal 2.0                           | Motopark Academy               | 2            | 0            | 0            | 0            | 1            | 12           | 10.º         |
| 2009      | Fórmula Renault 2.0 NEC                                | Motopark Academy               | 14           | 1            | 2            | 4            | 12           | 278          | 2.º          |
| 2009      | Eurocopa Fórmula Renault 2.0                           | Motopark Academy               | 14           | 0            | 0            | 1            | 1            | 50           | 7.º          |
| 2009      | Copa Renault Clio                                      |                                | 2            | 0            | 0            | 0            | 1            | 18           | 12.º         |
| 2010      | Campeonato de Alemania de Fórmula 3                    | Motopark Academy               | 18           | 3            | 0            | 0            | 8            | 96           | 3.º          |
| 2010      | Fórmula 3 Euroseries                                   | Motopark Academy               | 2            | 1            | 0            | 0            | 1            | 8            | 12.º         |
| 2011      | Fórmula 3 Británica                                    | Carlin                         | 29           | 7            | 6            | 9            | 9            | 237          | 2.º          |
| 2011      | Masters de Fórmula 3                                   | Carlin                         |              |              |              |              |              |              | 14.º         |
| 2011      | Fórmula 3 Gran Premio de Macao                         | Carlin                         |              |              |              |              |              |              | 19.º         |
| 2012      | Fórmula Renault 3.5 Series                             | Carlin                         | 17           | 1            | 3            | 0            | 3            | 106          | 7.º          |
| 2013      | Fórmula Renault 3.5 Series                             | DAMS                           | 17           | 5            | 8            | 3            | 13           | 274          | 1.º          |
| 2014      | Fórmula 1                                              | McLaren Mercedes               | 19           | 0            | 0            | 0            | 1            | 55           | 11.º         |
| 2015      | Fórmula 1                                              | McLaren Honda                  | 1            | 0            | 0            | 0            | 0            | 0            | 21.º         |
| 2016      | Fórmula 1                                              | Renault Sport Formula One Team | 21           | 0            | 0            | 0            | 0            | 7            | 16.º         |
| 2017      | Fórmula 1                                              | Haas F1 Team                   | 20           | 0            | 0            | 0            | 0            | 19           | 14.º         |
| 2018      | Fórmula 1                                              | Haas F1 Team                   | 21           | 0            | 0            | 1            | 0            | 56           | 9.º          |
| 2019      | Fórmula 1                                              | Rich Energy Haas F1 Team       | 14           | 0            | 0            | 0            | 0            | 20           | 16.º         |
| 2019      | Fórmula 1                                              | Haas F1 Team                   | 7            | 0            | 0            | 1            | 0            | 20           | 16.º         |
| 2020      | Fórmula 1                                              | Haas F1 Team                   | 17           | 0            | 0            | 0            | 0            | 1            | 20.º         |
| 2021      | IMSA SportsCar Championship - DPi                      | Cadillac Chip Ganassi Racing   | 10           | 1            | 1            | 4            | 5            | 2879         | 7.º          |
| 2021      | IndyCar Series                                         | Arrow McLaren SP               | 1            | 0            | 0            | 0            | 0            | 7            | 42.º         |
| 2021      | 24 Horas de Le Mans - LMP2                             | High Class Racing              |              |              |              |              |              |              | 17.º         |
| 2022      | IMSA SportsCar Championship - DPi                      | Cadillac Chip Ganassi Racing   | 1            | 0            | 0            | 0            | 0            | 275          | 23.º         |
| 2022      | Fórmula 1                                              | Haas F1 Team                   | 22           | 0            | 1            | 0            | 0            | 25           | 13.º         |
| 2022      | Intercontinental GT Challenge                          | AF Corse - MDK Motorsports     | 1            | 0            | 0            | 0            | 0            | 8            | 18.º         |
| 2023      | Fórmula 1                                              | MoneyGram Haas F1 Team         | 22           | 0            | 0            | 0            | 0            | 3            | 19.º         |
| 2024      | Fórmula 1                                              | MoneyGram Haas F1 Team         | 22           | 0            | 0            | 1            | 0            | 16           | 15.º         |
| 2025      | IMSA SportsCar Championship - GTP                      | BMW M Team RLL                 | Disputándose | Disputándose | Disputándose | Disputándose | Disputándose | Disputándose | Disputándose |
| 2025      | Campeonato Mundial de Resistencia de la FIA - Hypercar | BMW M Team WRT                 | Disputándose | Disputándose | Disputándose | Disputándose | Disputándose | Disputándose | Disputándose |
| Fuente:   |                                                        |                                |              |              |              |              |              |              |              |

## Resultados

### Fórmula 3 Euroseries
(Clave) (negrita indica pole position) (cursiva indica vuelta rápida)

| Año  | Equipo           | Chasis           | Motor      | 1     | 2     | 3     | 4     | 5       | 6       | 7     | 8     | 9     | 10    | 11    | 12    | 13    | 14    | 15    | 16    | 17    | 18    | Pos. | Puntos |
| ---- | ---------------- | ---------------- | ---------- | ----- | ----- | ----- | ----- | ------- | ------- | ----- | ----- | ----- | ----- | ----- | ----- | ----- | ----- | ----- | ----- | ----- | ----- | ---- | ------ |
| 2010 | Motopark Academy | Dallara F308/099 | Volkswagen | LEC 1 | LEC 2 | HOC 1 | HOC 2 | VAL 1 7 | VAL 2 1 | NOR 1 | NOR 2 | NÜR 1 | NÜR 2 | ZAN 1 | ZAN 2 | BRH 1 | BRH 2 | OSC 1 | OSC 2 | HOC 1 | HOC 2 | 12.º | 8      |

### Fórmula Renault 3.5 Series
(Clave) (negrita indica pole position) (cursiva indica vuelta rápida)

| Año  | Equipo | 1       | 2         | 3         | 4        | 5       | 6       | 7       | 8         | 9        | 10        | 11        | 12      | 13        | 14        | 15        | 16      | 17      | Pos. | Puntos |
| ---- | ------ | ------- | --------- | --------- | -------- | ------- | ------- | ------- | --------- | -------- | --------- | --------- | ------- | --------- | --------- | --------- | ------- | ------- | ---- | ------ |
| 2012 | Carlin | ALC 1 2 | ALC 2 Ret | MON 1 Ret | SPA 1 21 | SPA 2 1 | NÜR 1 5 | NÜR 2 8 | MOS 1 16† | MOS 2 10 | SIL 1 Ret | SIL 2 Ret | HUN 1 2 | HUN 2 23† | LEC 1 6   | LEC 2 24† | CAT 1 5 | CAT 2 4 | 7.º  | 106    |
| 2013 | DAMS   | MNZ 1 2 | MNZ 2     | ALC 1     | ALC 2 9  | MON 1 4 | SPA 1   | SPA 2 3 | MOS 1 11  | MOS 2    | RBR 1 3   | RBR 2 3   | HUN 1 2 | HUN 2     | LEC 1 DSQ | LEC 2 1   | CAT 1   | CAT 2 1 | 1.º  | 274    |

### Fórmula 1
(Clave) (negrita indica pole position) (cursiva indica vuelta rápida)

| Año     | Escudería                      | 1       | 2      | 3       | 4       | 5       | 6       | 7       | 8       | 9       | 10      | 11     | 12      | 13      | 14      | 15     | 16      | 17      | 18      | 19      | 20      | 21       | 22     | 23    | 24     | Pos. | Puntos |
| ------- | ------------------------------ | ------- | ------ | ------- | ------- | ------- | ------- | ------- | ------- | ------- | ------- | ------ | ------- | ------- | ------- | ------ | ------- | ------- | ------- | ------- | ------- | -------- | ------ | ----- | ------ | ---- | ------ |
| 2014    | McLaren Mercedes               | AUS 2   | MYS 9  | BHR Ret | CHN 13  | ESP 12  | MON 10  | CAN 9   | AUT 7   | GBR 7   | GER 9   | HUN 12 | BEL 12  | ITA 10  | SIN 10  | JPN 14 | RUS 5   | USA 8   | BRA 9   | ABU 11  |         |          |        |       |        | 11.º | 55     |
| 2015    | McLaren Honda                  | AUS DNS | MYS    | BHR     | CHN     | ESP     | MON     | CAN     | AUT     | GBR     | HUN     | BEL    | ITA     | SIN     | JPN     | RUS    | USA     | MEX     | BRA     | ABU     |         |          |        |       |        | NC   | 0      |
| 2016    | Renault Sport Formula One Team | AUS 12  | BHR 11 | CHN 17  | RUS 7   | ESP 15  | MON Ret | CAN 16  | EUR 14  | AUT 14  | GBR 17  | HUN 15 | GER 16  | BEL Ret | ITA 17  | SIN 10 | MYS Ret | JPN 14  | USA 12  | MEX 17  | BRA 14  | ABU Ret  |        |       |        | 16.º | 7      |
| 2017    | Haas F1 Team                   | AUS Ret | CHN 8  | BHR Ret | RUS 13  | ESP 14  | MON 10  | CAN 12  | AZE 7   | AUT Ret | GBR 14  | HUN 13 | BEL 15  | ITA 11  | SIN Ret | MYS 12 | JPN 8   | USA 16  | MEX 8   | BRA Ret | ABU 13  |          |        |       |        | 14.º | 19     |
| 2018    | Haas F1 Team                   | AUS Ret | BHR 5  | CHN 10  | AZE 13  | ESP 6   | MON 13  | CAN 13  | FRA 6   | AUT 5   | GBR 9   | GER 11 | HUN 7   | BEL 8   | ITA 16  | SIN 18 | RUS 8   | JPN Ret | USA DSQ | MEX 15  | BRA 9   | ABU 10   |        |       |        | 9.º  | 56     |
| 2019    | Rich Energy Haas F1 Team       | AUS 6   | BHR 13 | CHN 13  | AZE 13  | ESP 7   | MON 14  | CAN 17  | FRA 17  | AUT 19  | GBR Ret | GER 8  | HUN 13  | BEL 12  | ITA Ret |        |         |         |         |         |         |          |        |       |        | 16.º | 20     |
| 2019    | Haas F1 Team                   |         |        |         |         |         |         |         |         |         |         |        |         |         |         | SIN 17 | RUS 9   | JPN 15  | MEX 15  | USA 18† | BRA 11  | ABU 14   |        |       |        | 16.º | 20     |
| 2020    | Haas F1 Team                   | AUT Ret | EST 12 | HUN 10  | GBR Ret | 70A Ret | ESP 15  | BEL 17† | ITA Ret | TOS Ret | RUS 12  | EIF 13 | POR 16  | EMI Ret | TUR 17† | BHR 17 | SAK 15  | ABU 18  |         |         |         |          |        |       |        | 20.º | 1      |
| 2022    | Haas F1 Team                   | BHR 5   | ARA 9  | AUS 14  | EMI 98  | MIA 16† | ESP 17  | MON Ret | AZE Ret | CAN 17  | GBR 10  | AUT 87 | FRA Ret | HUN 16  | BEL 16  | NED 15 | ITA 16  | SIN 12  | JPN 14  | USA 9   | MEX 17  | SÃO Ret8 | ABU 17 |       |        | 13.º | 25     |
| 2023    | MoneyGram Haas F1 Team         | BHR 13  | ARA 10 | AUS 17† | AZE 13  | MIA 10  | MON 19† | ESP 18  | CAN 17  | AUT 18  | GBR Ret | HUN 17 | BEL 15  | NED 16  | ITA 18  | SIN 10 | JPN 15  | QAT 14  | USA 14  | MEX Ret | SÃO Ret | LVG 13   | ABU 20 |       |        | 19.º | 3      |
| 2024    | MoneyGram Haas F1 Team         | BHR 12  | ARA 12 | AUS 10  | JPN 13  | CHN 16  | MIA 18  | EMI 12  | MON Ret | CAN 12  | ESP 17  | AUT 8  | GBR 12  | HUN 15  | BEL 14  | NED 18 | ITA 10  | AZE     | SIN 19† | USA 117 | MEX 7   | SÃO WD   | LVG 12 | QAT 9 | ABU 16 | 15.º | 16     |
| Fuente: |                                |         |        |         |         |         |         |         |         |         |         |        |         |         |         |        |         |         |         |         |         |          |        |       |        |      |        |

### IndyCar Series
(Clave) (negrita indica pole position) (cursiva indica vuelta rápida)

| Año  | Escudería        | Motor     | 1   | 2   | 3   | 4   | 5   | 6    | 7   | 8   | 9   | 10  | 11  | 12  | 13  | 14  | 15  | 16  | Pos. | Puntos | Ref.   |
| ---- | ---------------- | --------- | --- | --- | --- | --- | --- | ---- | --- | --- | --- | --- | --- | --- | --- | --- | --- | --- | ---- | ------ | ------ |
| 2021 | Arrow McLaren SP | Chevrolet | ALA | STP | TXS | TXS | IMS | INDY | DET | DET | ROA | MDO | NSH | IMS | GTW | POR | LAG | LBH | 42.º | 7      | [ 30 ] |
| 2021 | Arrow McLaren SP | Chevrolet |     |     |     |     |     | 24   |     |     |     |     |     |     |     |     |     |     | 42.º | 7      | [ 30 ] |

### 24 Horas de Le Mans
| Año     | Equipo            | Copilotos                      | Automóvil       | Clase | Vueltas | Pos. | Pos. Clase |
| ------- | ----------------- | ------------------------------ | --------------- | ----- | ------- | ---- | ---------- |
| 2021    | High Class Racing | Jan Magnussen Anders Fjordbach | Oreca 07-Gibson | LMP2  | 336     | 29.º | 17.º       |
| Fuente: |                   |                                |                 |       |         |      |            |